# 野家啓一
野家 啓一（のえ けいいち、1949年2月21日 - ）は、日本の哲学者。専攻は科学哲学。東北大学名誉教授。東北大学総長特命教授、元日本哲学会会長。

## 経歴
1949年、宮城県仙台市生まれ。宮城県仙台第一高等学校卒業。東北大学理学部に入学し、1971年3月に東北大学理学部物理学科を卒業。物理学科在学中に廣松渉の論文「マッハの哲学と相対性理論」を読んだことが「物理学から哲学へ変わるきっかけ」となり、大学院は東京大学大学院理学系研究科科学史・科学基礎理論に進学した。大森荘蔵に師事。1974年3月、東京大学大学院理学系研究科科学史・科学基礎理論専門課程修士課程修了。1976年3月、東京大学大学院理学系研究科科学史・科学基礎論専門課程博士課程を中退。
1976年に南山大学文学部助手に着任。

### 職歴
- 1976年4月　南山大学文学部助手
- 1977年4月　南山大学文学部講師
- 1979年9月　プリンストン大学客員研究員（1980年8月まで）
- 1981年4月　東北大学文学部助教授
- 1991年4月　東北大学文学部教授
- 2000年4月　東北大学大学院文学研究科教授
- 2003年4月　東北大学大学院文学研究科長・文学部長（2006年3月まで）
- 2005年4月　東北大学副学長（人文社会科学担当　2006年4月より男女共同参画・学術情報担当　図書館長兼務）（2008年3月まで）
- 2008年4月　東北大学理事（広報・校友会・学術情報担当　図書館長兼務）
- 2013年3月　東北大学を定年退職（理事就任により、定年が1年延長されていた）。同大より名誉教授の称号を授与された。
- 2013年4月から現在まで　東北大学教養教育院総長特命教授[2]
- 2019年6月から現在まで　河合文化教育研究所主任研究員（所長・木村敏）

### 学外における役職
- 2003年6月　日本哲学会会長
- 日本学術会議会員

## 研究内容・業績
- 分析哲学や科学哲学から現象学、さらには西田幾多郎や高橋里美といった日本の哲学までにわたる、幅広い論稿がある。
- 代表的著書は『科学の解釈学』(1993年)、『物語の哲学』(1996年)、『歴史を哲学する』(2007年)。

## 著書

### 単著
- 『言語行為の現象学』（勁草書房, 1993年）
- 『無根拠からの出発』（勁草書房, 1993年）
- 『科学の解釈学』（新曜社, 1993年／ちくま学芸文庫（増補）, 2007年／講談社学術文庫（改訂）, 2013年）
- 『物語の哲学――柳田國男と歴史の発見』（岩波書店, 1996年／岩波現代文庫, 2005年）
- 『クーン――パラダイム』（講談社, 1998年）
  - 『パラダイムとは何か――クーンの科学史革命』（講談社学術文庫, 2008年）
- 『科学の哲学』（放送大学教育振興会, 2004年）
  - 『科学哲学への招待』（ちくま学芸文庫, 2015年）
- 『歴史を哲学する』（岩波書店, 2007年／岩波現代文庫, 2016年）
- 『はざまの哲学』（青土社, 2018年）

### 共著
- （大庭健・高橋順一・小林敏明・吉田憲夫・島田稔夫・山本啓）『廣松渉論』（ユニテ, 1982年）
- （今村仁司・三島憲一・鷲田清一）『現代思想の源流――マルクス, ニーチェ, フロイト. フッサール』（講談社, 1996年）
- （中村雄二郎）『インターネット哲学アゴラ――歴史』（岩波書店, 2000年）

### 編著
- 『哲学の迷路――大森哲学批判と応答』（産業図書, 1984年）
- 『ウィトゲンシュタインの知88』（新書館, 1999年）
- 『ヒトの科学（6）ヒトと人のあいだ』（岩波書店, 2007年）

### 共編著
- （丸山高司・小川侃）『哲学の現在（1）知の理論の現在』（世界思想社, 1987年）
- （木田元・栗原彬・丸山圭三郎）『コンサイス20世紀思想事典』（三省堂, 1989年）
- （木田元・村田純一・鷲田清一）『現象学事典』（弘文堂, 1994年）
- （新田義弘・丸山圭三郎・子安宣邦・三島憲一・丸山高司・佐々木力・村田純一）『岩波講座 現代思想』（岩波書店（全16巻）, 1993年-1994年）
- （井上達夫・川本隆史・中岡成文）『岩波新・哲学講義』（岩波書店, 1997年-1999年）
- （大橋良介）『西田哲学選集』（灯影舎, 1998年）
- （廣松渉・子安宣邦・三島憲一・宮本久雄・佐々木力・末木文美士）『岩波哲学・思想事典』（岩波書店, 1998年）
- （鷲田清一）『20世紀を震撼させた100冊』（出窓社, 1998年）
- （大橋良介）『「哲学」――「知」の新たな展開』（ミネルヴァ書房, 1999年）
- （竹中興慈・岩渕康民）『アメリカを知る技法』（宝文堂出版, 2003年）
- （木村敏）『自己と他者』（河合文化教育研究所、2013年）
- （木村敏）『臨床哲学とは何か』（河合文化教育研究所、2015年）
- （木村敏）『生命と死のあいだ』（河合文化教育研究所、2017年）
- （木村敏）『人称をめぐって』（河合文化教育研究所、2019年）

### 訳書
- エルンスト・マッハ『時間と空間』（法政大学出版局, 1977年）
- J・オールウド『日常言語の論理学』（産業図書, 1979年）
- ノーウッド・R・ハンソン『知覚と発見――科学的探究の論理（上・下）』（紀伊國屋書店, 1982年）
- ソール・A・クリプキ『名指しと必然性――様相の形而上学と心身問題』（産業図書, 1985年）
- H・I・ブラウン『科学論序説――新パラダイムへのアプローチ』（培風館, 1985年）
- クェンティン・スキナー『グランドセオリーの復権――現代の人間科学』産業図書, 1988年）
- リチャード・ローティ『哲学と自然の鏡』（産業図書, 1993年）
- クリストファー・ノリス『脱構築的転回――哲学の修辞学』（国文社, 1995年）

## 関連人物
- 車谷長吉 - 車谷の随筆にしばしば友人として名が出てくる。